# Gortyna illunata
Gortyna illunata là một loài bướm đêm trong họ Noctuidae.